# Santa María Zaniza
Santa María Zaniza è un comune del Messico, situato nello stato di Oaxaca.